# Mathías Rodríguez
Mathías Fernando Rodríguez Laites (Montevideo, Uruguay, 20 de junio de 1997) es un futbolista uruguayo. Juega de lateral izquierdo y su equipo actual es el Club Sportivo Miramar Misiones de la Primera División de Uruguay.

## Trayectoria
El 1 de julio de 2015, comenzaron los trabajos de la pretemporada del club, pero Rodríguez no fue parte debido a que fue citado por la selección sub-18. Luego de disputar y ganar un torneo amistoso con Uruguay, se incorporó al plantel aurinegro debido a las ausencias de Diogo Silvestre Bittencourt y Gianni Rodríguez, pensando en la temporada 2015-16.
Pablo Bengoechea le dio oportunidades de mostrarse en la pretemporada y fue parte de una gira que realizaron con Peñarol por el interior del país. Debutó en el club el 23 de julio en un partido amistoso internacional jugado en Rivera, jugó los 90 minutos contra Cruzeiro de Río Grande do Sul, utilizó la camiseta número 21 y ganaron 3 a 1.
El 25 de julio se midió contra la reserva de San Lorenzo en la ciudad de Paysandú, jugó todo el partido y Peñarol se impuso 3 a 0, el club recibió la copa Intendencia de Paysandú por lograr el triunfo. Cerró la gira del interior el 26 de julio contra Tacuarembó, ingresó al minuto 71 por Facundo Rodríguez y empataron 0 a 0 en el Goyenola.
Ya en Montevideo, fue convocado para un partido contra Málaga por la Copa Euroamericana, jugó por primera vez en el Estadio Centenario el 1 de agosto, fue titular y salió al minuto 56 por Matías Aguirregaray pero perdieron 3 a 1 con los europeos.
El 19 de agosto se anunció su llegada al Real Madrid Club de Fútbol a préstamo por un año con opción de compra, en principio para jugar en el equipo juvenil, compaginándolo con el equipo filial. Con el club europeo, estaría a la orden para disputar la Champions League Juvenil 2015-16.
Debutó a nivel internacional en el 30 de septiembre de 2015 en la fecha 2 de la fase de grupos de la Champions League sub-19, se enfrentó como titular al Malmö FF, jugó 84 minutos, fue reemplazado, faltando 2 minutos para el final del partido el rival anotó un gol y perdieron 1 a 0. Mathías utilizó el dorsal número 23. Jugó un total de 4 partidos, todos de titular y Real Madrid quedó en el segundo lugar del grupo, por lo que clasificó a un play-off para ingresar a octavos de final. Los merengues llegaron hasta la semifinal, instancia en la que perdieron ante el PSG.
En la fecha 19 de la División de Honor Juvenil, el 24 de enero de 2016, anotó su primer gol en Europa, contra Las Rosas, equipo al que derrotaron 2 a 0.
Mathías viajó a Uruguay para estar presente en la inauguración del Estadio Campeón del Siglo, y regresó a España un día después del estipulado para comenzar las prácticas semanales, por lo que fue suspendido por dos semanas de los entrenamientos del Real Madrid. Además, el nuevo técnico de las juveniles Santiago Solari no consideraba a Rodríguez para jugar, por lo que decidió volver a Montevideo, rescindió el préstamo con los europeos, que era hasta junio del 2016.

#### Participaciones con juveniles
| Competición                      | Sede  | Resultado | Partidos | Goles |
| -------------------------------- | ----- | --------- | -------- | ----- |
| Champions League Juvenil 2015-16 | Suiza | Semifinal | 4        | 0     |

El 28 de junio de 2016, comenzó su segunda pretemporada con el plantel principal aurinegro, esta vez bajo el mando de Jorge da Silva.
Fue confirmado para continuar la preparación con los profesionales, y viajar a Solanas, en el departamento de Maldonado. El 13 de julio, disputó el primer amistoso de la preparación, jugó el partido completo con los titulares y derrotaron 2 a 0 a la selección de Maldonado.
El 15 de julio, fue incluido en la lista de 19 jugadores para viajar a Chile y disputar la Noche Azul. El encuentro se disputó el 16 de julio en el Estadio Nacional de Chile, se enfrentaron a Universidad de Chile, Mathías ingresó al minuto 85 pero perdieron 3 a 1.
Su siguiente participación fue en la Copa 1.000.000 de Vera LTE, un amistoso contra Deportivo de La Coruña en el Campeón del Siglo, fue suplente pero ingresó al minuto 59 por Matheus Bressan, finalizaron 2 a 2, fueron a penales, Mathías remató el cuarto y lo convirtió, pero perdieron 8 a 7.
Peñarol culminó sus amistosos de pretemporada el 31 de julio, ante Plaza Colonia en el Suppici, estuvo los 90 minutos en cancha, empataron 1 a 1, fueron a penales, esta vez fue el primero en rematar, lo falló y perdieron 4 a 3.
El entrenador lo incluyó en la lista de jugadores para jugar la Copa Sudamericana 2016, pero no fue convocado y fueron eliminados en la primera fase.
En el plano local, comenzó siendo considerado, fue citado para la fecha 1 del Campeonato Uruguayo 2016, estuvo en el banco de suplentes contra Liverpool, no tuvo minutos y empataron sin goles.
Debido a la partida del defensa titular Maximiliano Olivera a Fiorentina, Rodríguez tomó su lugar.
El 3 de septiembre de 2016, debutó a nivel oficial como profesional, en la fecha 2 del campeonato en el Estadio Campeón del Siglo, se enfrentaron a Fénix, equipo al que derrotaron 2 a 0. Mathías fue titular, jugó con 19 años y 75 días, utilizó la camiseta número 6.
Posteriormente pasó por equipos de Segunda División como Plaza Colonia, El Tanque Sisley, Cerro Largo, La Luz y finalmente Miramar Misiones, donde recuperó su nivel y fue titular durante el campeonato 2023 en el que lograron ser campeones y ascender de categoría.

## Selección nacional

### Trayectoria
Mathías ha sido parte de la selección de Uruguay en las categorías juveniles sub-18 y sub-20.
El 16 de abril de 2015, fue citado por primera vez para defender la selección Uruguay, la categoría sub-18 en el Torneo Internacional Sub-18 Suwon JS 2015 en Corea del Sur. Su primer partido fue contra Francia el 1 de mayo, jugó con el dorsal 13 y ganaron 2 a 1. Sin embargo, perdieron los dos encuentros restantes.

El 17 de junio fue convocado para viajar a Estados Unidos y defender nuevamente a Uruguay sub-18, en un torneo cuadrangular amistoso en Los Ángeles. Esta vez jugó con la camiseta número 11, estuvo presente en 2 partidos, salieron campeones al ganar 2 encuentros y empatar 1, representó a Peñarol junto a Federico Valverde y Diego Rossi.
Su técnico fue Alejandro Garay y las dos convocatorias representaron el comienzo del proceso de la selección para disputar el Campeonato Sudamericano Sub-20 de 2017, en Ecuador. Disputó 6 partidos amistosos con la sub-20, compartió equipo con jugadores como Federico Valverde, Santiago Bueno, Nicolás de la Cruz Arcosa, Mathías Olivera. Finalmente no fue convocado al Sudamericano.

### Participaciones en juveniles
En cursiva las competiciones no oficiales.
| Competición                                | Sede           | Resultado     | Partidos | Goles |
| ------------------------------------------ | -------------- | ------------- | -------- | ----- |
| Suwon JS Cup Sub-18 de 2015                | Corea del Sur  | Cuarto puesto | 2        | 0     |
| NTC Invitational Tournament Sub-18 de 2015 | Estados Unidos | Campeón       | 1        | 0     |

### Detalles de partidos
| Con Uruguay Sub-18 | Con Uruguay Sub-18 | Con Uruguay Sub-18 | Con Uruguay Sub-18  | Con Uruguay Sub-18    | Con Uruguay Sub-18                   | Con Uruguay Sub-18 | Con Uruguay Sub-18 | Con Uruguay Sub-18 | Con Uruguay Sub-18 |
| N°                 | Rival              | Resultado          | Fecha               | Lugar                 | Competencia                          | Goles              | Asistencias        | Ref.               |                    |
| ------------------ | ------------------ | ------------------ | ------------------- | --------------------- | ------------------------------------ | ------------------ | ------------------ | ------------------ | ------------------ |
| 1                  | Francia            | 1:2 (0:0)          | 1 de mayo de 2015   | Suwon Corea del Sur   | Amistoso Suwon JS Cup                | -                  | -                  | 1                  |                    |
| 2                  | Bélgica            | 2:0 (0:0)          | 3 de mayo de 2015   | Suwon Corea del Sur   | Amistoso Suwon JS Cup                | -                  | -                  | 2                  |                    |
| 3                  | Tijuana            | 1:1 (0:1)          | 13 de julio de 2015 | Carson Estados Unidos | Amistoso                             | -                  | -                  | 3                  |                    |
| 4                  | República Checa    | 0:1 (0:1)          | 15 de julio de 2015 | Carson Estados Unidos | Amistoso NTC Invitational Tournament | -                  | -                  | 4                  |                    |

| Con Uruguay Sub-20 | Con Uruguay Sub-20 | Con Uruguay Sub-20 | Con Uruguay Sub-20      | Con Uruguay Sub-20   | Con Uruguay Sub-20 | Con Uruguay Sub-20 | Con Uruguay Sub-20 | Con Uruguay Sub-20 | Con Uruguay Sub-20 |
| N°                 | Rival              | Resultado          | Fecha                   | Lugar                | Competencia        | Goles              | Asistencias        | Ref.               |                    |
| ------------------ | ------------------ | ------------------ | ----------------------- | -------------------- | ------------------ | ------------------ | ------------------ | ------------------ | ------------------ |
| 1                  | Chile              | 3:0 (1:0)          | 31 de mayo de 2016      | Montevideo · Uruguay | Amistoso           | -                  | -                  | 1                  |                    |
| 2                  | Chile              | 2:2 (1:1)          | 2 de junio de 2016      | Montevideo · Uruguay | Amistoso           | -                  | -                  | 2                  |                    |
| 3                  | Perú               | 2:1 (2:1)          | 14 de junio de 2016     | San José · Uruguay   | Amistoso           | -                  | -                  | 3                  |                    |
| 4                  | Perú               | 4:0 (0:0)          | 16 de junio de 2016     | Maldonado · Uruguay  | Amistoso           | -                  | -                  | 4                  |                    |
| 5                  | Guatemala          | 1:0 (1:0)          | 22 de junio de 2016     | Canelones · Uruguay  | Amistoso           | -                  | -                  | 5                  |                    |
| 6                  | Chile              | 1:0 (1:0)          | 1 de septiembre de 2016 | Santiago · Chile     | Amistoso           | -                  | -                  | 6                  |                    |

## Estadísticas

### Clubes
Actualizado al último partido disputado el 17 de febrero de 2024.
| Club                             | Div.          | Temporada     | Liga  | Liga  | Liga   | Copas nacionales | Copas nacionales | Copas nacionales | Copas internacionales | Copas internacionales | Copas internacionales | Total | Total | Total  |
| Club                             | Div.          | Temporada     | Part. | Goles | Asist. | Part.            | Goles            | Asist.           | Part.                 | Goles                 | Asist.                | Part. | Goles | Asist. |
| -------------------------------- | ------------- | ------------- | ----- | ----- | ------ | ---------------- | ---------------- | ---------------- | --------------------- | --------------------- | --------------------- | ----- | ----- | ------ |
| C. A. Peñarol · Uruguay          | 1.ª           | 2016          | 11    | 0     | 1      | —                | —                | —                | -                     | -                     | -                     | 11    | 0     | 1      |
| C. A. Peñarol · Uruguay          | Total club    | Total club    | 11    | 0     | 1      | 0                | 0                | 0                | 0                     | 0                     | 0                     | 11    | 0     | 1      |
| Cerro Largo F. C. · Uruguay      | 2.ª           | 2018          | 13    | 1     | 0      | —                | —                | —                | —                     | —                     | —                     | 13    | 1     | 0      |
| Cerro Largo F. C. · Uruguay      | Total club    | Total club    | 13    | 1     | 0      | 0                | 0                | 0                | 0                     | 0                     | 0                     | 13    | 1     | 0      |
| La Luz F. C. · Uruguay           | 3.ª           | 2019          | 9     | 0     | 0      | —                | —                | —                | —                     | —                     | —                     | 9     | 0     | 0      |
| La Luz F. C. · Uruguay           | Total club    | Total club    | 9     | 0     | 0      | 0                | 0                | 0                | 0                     | 0                     | 0                     | 9     | 0     | 0      |
| C. S. Miramar Misiones · Uruguay | 2.ª           | 2022          | 25    | 0     | 3      | 1                | 0                | 0                | —                     | —                     | —                     | 26    | 0     | 3      |
| C. S. Miramar Misiones · Uruguay | 2.ª           | 2023          | 23    | 2     | 6      | 2                | 0                | 0                | —                     | —                     | —                     | 25    | 2     | 6      |
| C. S. Miramar Misiones · Uruguay | 2.ª           | 2024          | 1     | 0     | 2      | -                | -                | -                | —                     | —                     | —                     | 1     | 0     | 2      |
| C. S. Miramar Misiones · Uruguay | Total club    | Total club    | 49    | 2     | 11     | 3                | 0                | 0                | 0                     | 0                     | 0                     | 52    | 2     | 11     |
| Total carrera                    | Total carrera | Total carrera | 82    | 3     | 12     | 3                | 0                | 0                | 0                     | 0                     | 0                     | 85    | 3     | 12     |
| 1.                               |               |               |       |       |        |                  |                  |                  |                       |                       |                       |       |       |        |

### Selección
Actualizado al último partido disputado el 1 de septiembre de 2016.
| Selección         | Temporada         | Continental | Continental | Continental | Mundial | Mundial | Mundial | Amistosos | Amistosos | Amistosos | Total | Total | Total  |
| Selección         | Temporada         | Part.       | Goles       | Asist.      | Part.   | Goles   | Asist.  | Part.     | Goles     | Asist.    | Part. | Goles | Asist. |
| ----------------- | ----------------- | ----------- | ----------- | ----------- | ------- | ------- | ------- | --------- | --------- | --------- | ----- | ----- | ------ |
| Sub-18 · Uruguay  | 2014-15           | -           | -           | -           | -       | -       | -       | 4         | 0         | 0         | 4     | 0     | 0      |
| Sub-18 · Uruguay  | Total sel.        | 0           | 0           | 0           | 0       | 0       | 0       | 4         | 0         | 0         | 4     | 0     | 0      |
| Sub-20 · Uruguay  | 2015-16           | -           | -           | -           | -       | -       | -       | 5         | 0         | 0         | 5     | 0     | 0      |
| Sub-20 · Uruguay  | 2016-17           | -           | -           | -           | -       | -       | -       | 1         | 0         | 0         | 1     | 0     | 0      |
| Sub-20 · Uruguay  | Total sel.        | 0           | 0           | 0           | 0       | 0       | 0       | 6         | 0         | 0         | 6     | 0     | 0      |
| Total selecciones | Total selecciones | 0           | 0           | 0           | 0       | 0       | 0       | 10        | 0         | 0         | 10    | 0     | 0      |

## Palmarés

### Títulos nacionales
| Título                      | Club                   | País    | Año  |
| --------------------------- | ---------------------- | ------- | ---- |
| Segunda División de Uruguay | Cerro Largo F. C.      | Uruguay | 2018 |
| Supercopa de Clubes AUF-OFI | C. S. Miramar Misiones | Uruguay | 2022 |
| Segunda División de Uruguay | C. S. Miramar Misiones | Uruguay | 2023 |

### Títulos amistosos
| Título                      | Equipo                      | País           | Año  |
| --------------------------- | --------------------------- | -------------- | ---- |
| NTC Invitational Tournament | Selección de Uruguay Sub-18 | Estados Unidos | 2015 |